# Novo selo (ort i Vidin)
Novo selo (bulgariska: Ново село) är en ort i Bulgarien.   Den ligger i kommunen med samma namn och regionen Vidin, i den nordvästra delen av landet, 170 km norr om huvudstaden Sofia. Novo Selo ligger 52 meter över havet och antalet invånare är 1 574.